# 眼鏡橋 (長崎市)
32°44′49.85″N 129°52′48.29″E / 32.7471806°N 129.8800806°E

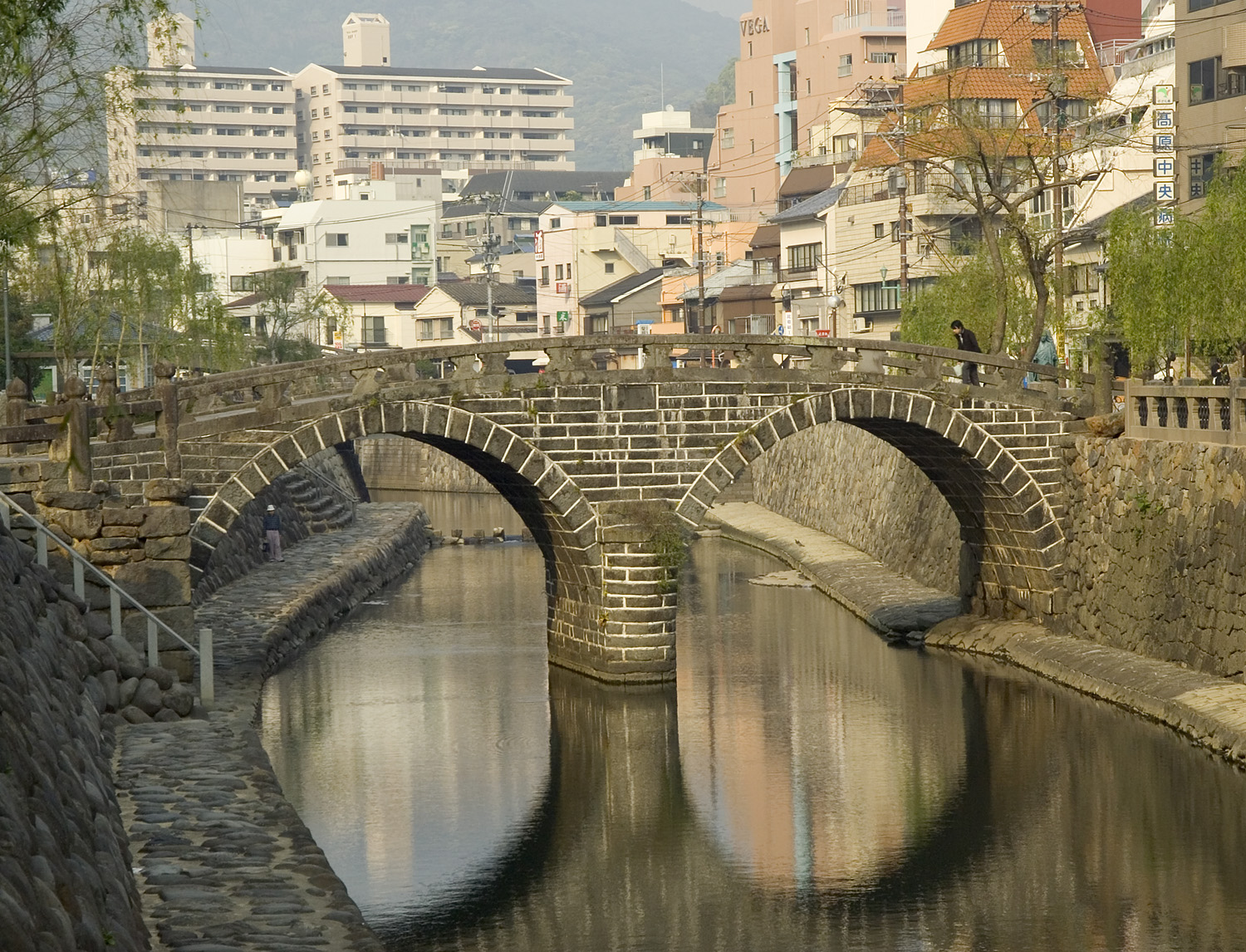
位於長崎市的眼鏡橋

眼鏡橋是位於日本長崎市跨越中島川的一座石造雙拱橋，長22公尺，路寬3.65公尺，離水面高度5.46公尺；與位於東京都中央區的日本橋和位於山口縣岩國市的錦帶橋共同被列為日本三名橋。
這座眼鏡橋於在1634年由當地興福寺自中國來日的第二代住持黙子如定邀請來自中國的工匠所興建，是日本第一座石拱橋（不含當時屬於琉球王國的天女橋），1648年曾遭到洪水沖毀，此後由平戶好夢重新修復建，此後歷經數百年的風霜仍屹立不搖。
20世紀日本保護古蹟的意識抬頭後，在1953年開始禁止車輛通行，成為人行專用橋梁，1960年被日本政府列為重要文化財。
1982年的長崎大水災再度造成眼鏡橋嚴重受損，後來在進行修復工程時，發現江戶時代的修築遺跡，當中江戶時代的石材，亦在重建時重新再利用，目前為當地重要的觀光景點。

19世紀的眼鏡橋
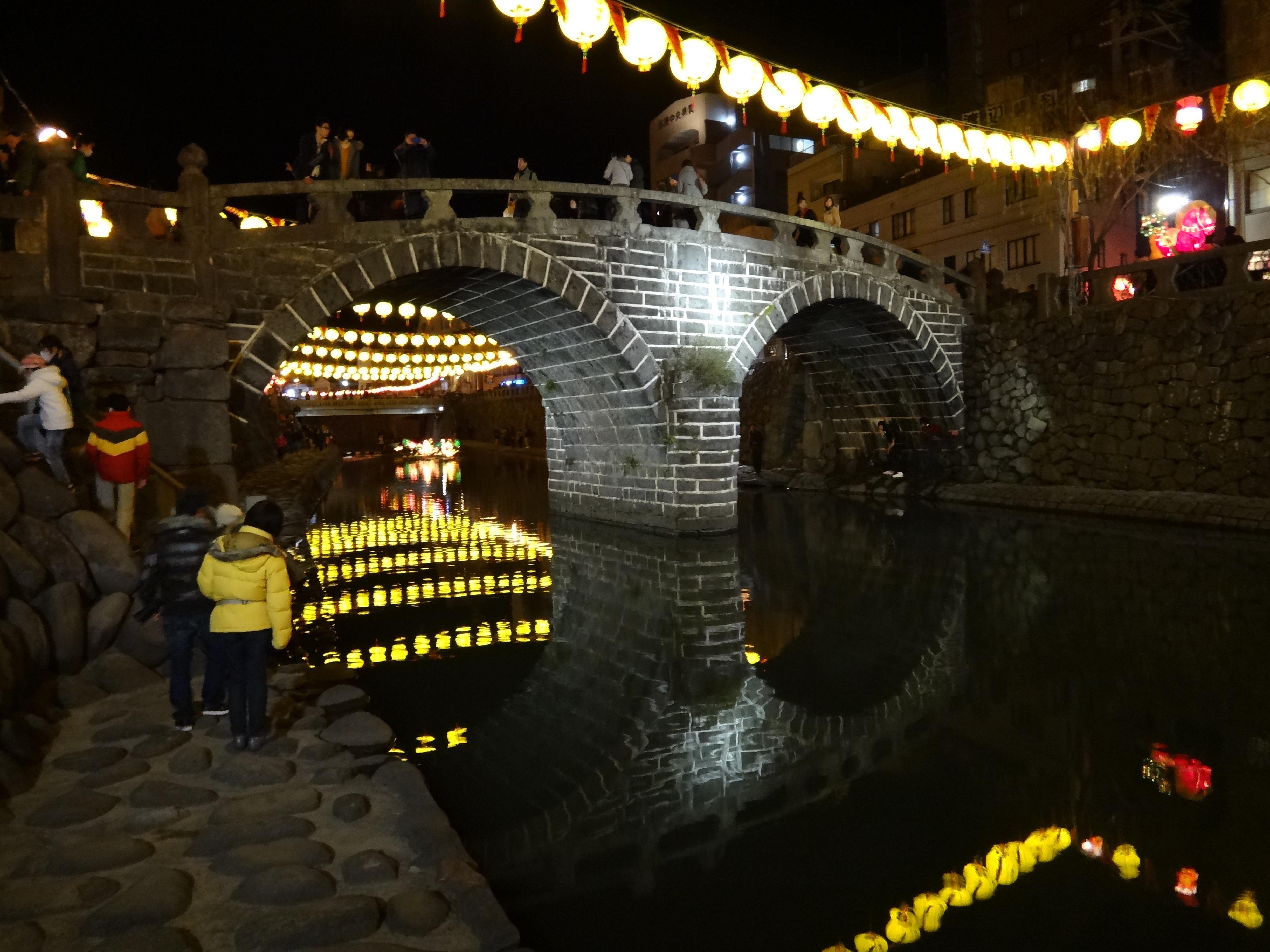
眼鏡橋近景